# Poyatos
Poyatos ist ein Ort und eine zentralspanische Gemeinde (municipio) mit 71 Einwohnern (Stand: 2024) im Norden der Provinz Cuenca in der Autonomen Region Kastilien-La Mancha. 

## Lage und Klima
Poyatos liegt auf der Westseite des Iberischen Gebirges in einer Höhe von ca. 1240 m. Die Provinzhauptstadt Cuenca befindet sich gut 45 Kilometer (Fahrtstrecke) südsüdwestlich. Das Klima im Winter ist gemäßigt, im Sommer dagegen warm bis heiß. Regen (693 mm/Jahr) fällt das ganze Jahr über.

## Bevölkerungsentwicklung
| Jahr      | 1970 | 1981 | 1991 | 2001 | 2011 | 2021 |
| Einwohner | 265  | 150  | 128  | 103  | 86   | 50   |

## Sehenswürdigkeiten

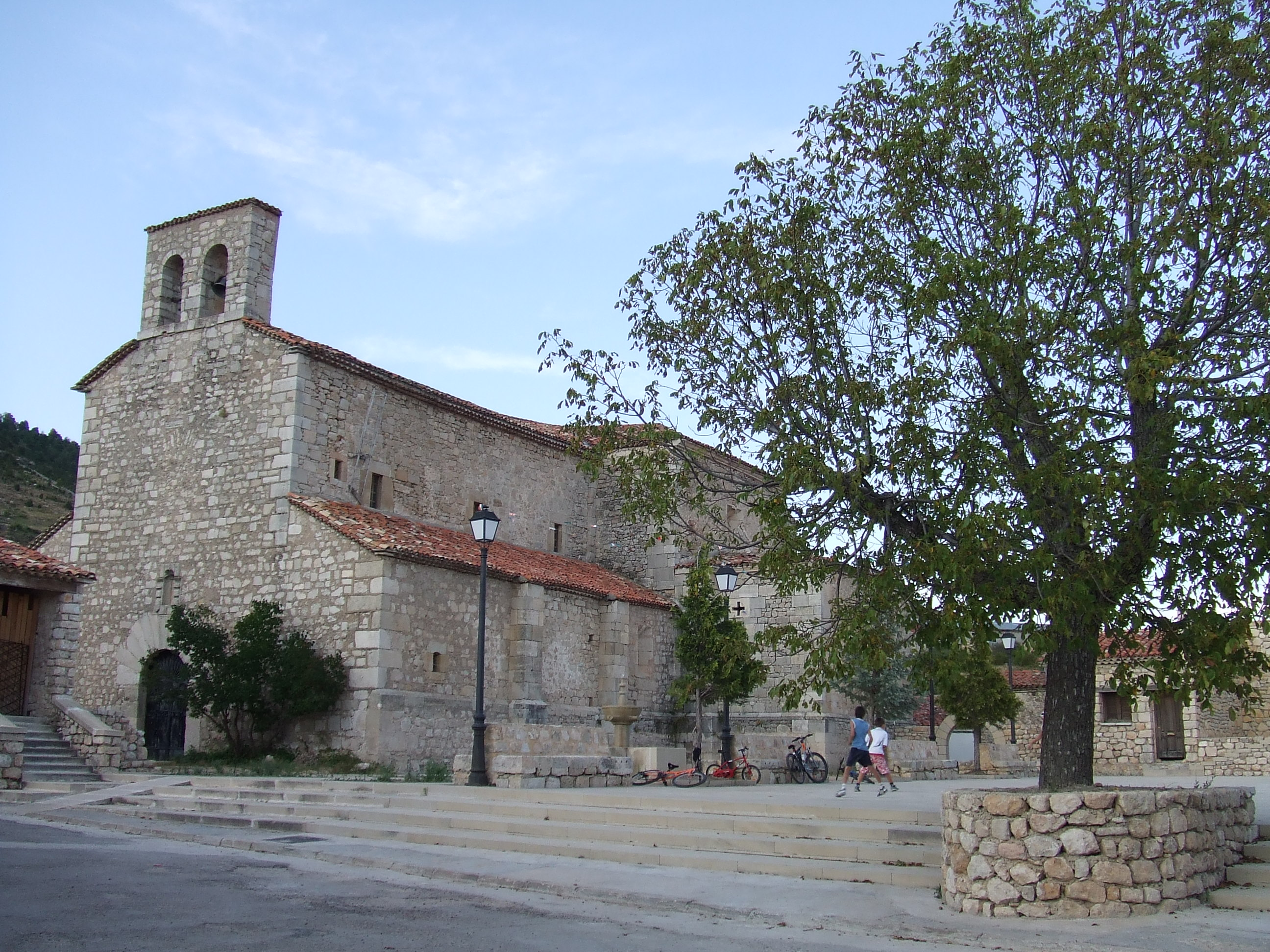
Magdalenenkirche

- Magdalenenkirche